# Sønderborggade
Sønderborggade er en kort gade mellem Classensgade og Kastelsvej i Indre By, København.
Gaden er opkaldt efter byen Sønderborg på Als.

## Historie og gadenavn
Gaden blev anlagt omkring 1890, da kvarteret mellem Kastelsvej og Classensgade blev bebygget. Oprindeligt var hensigten at navngive gaderne efter jyske byer, og dette blev fulgt for både Nordborggade og Sønderborggade, mens Liepkesgade afveg fra princippet og fik et andet navn.